# No Stone Unturned
No Stone Unturned je kompilacijski album The Rolling Stonesa iz 1973. godine. Na albumu se nalaze njihove manje poznate pjesme, većinom B-strane singlova.

## Popis pjesama
1. "Poison Ivy" (alternativna verzija)
2. "The Singer Not The Song"
3. "Surprise Surprise"
4. "Child Of The Moon"
5. "Stoned"
6. "Sad Day"
7. "Money (That's What I Want)"
8. "Congratulations"
9. "I'm Movin' On" (uživo)
10. "2120 South Michigan Avenue"
11. Long Long While"
12. "Who's Driving Your Plane?"